# Dražební systémy v bridži
Dražební systémy v karetní hře bridž představují pravidla, kterými se řídí dražba, první ze dvou částí, ze kterých se skládá každá jednotlivá bridžová hra. Nejprve probíhá dražba a po jejím skončení následuje sehrávka. Bridžová pravidla předepisují formu dražby, obsah je dán použitým dražebním systémem.
Účelem dražby je vydražit optimální závazek. Optimální závazek je takový, který má dostatečnou šanci na realizaci, a při jeho splnění si linka, která závazek vydražila, připíše prémii. V průběhu dražby hráči postupně jmenují druh a výši závazku. Druh závazku znamená, zda budou určeny trumfy (jedna ze čtyř barev) nebo bude závazek bez trumfů. Výše závazku znamená závazek získat ve jmenovaném druhu závazku alespoň určený počet zdvihů. Označení druhu a výše závazku se nazývá nabídka. Byla-li některým hráčem učiněna nabídka, další hráč v pořadí může nabídnout jen vyšší nabídku, buď nabídnout vyšší počet zdvihů, nebo stejný počet zdvihů v hodnotnějším druhu závazku. Hierarchie druhů závazku je následující:
♣ (trefy)   <  ♦ (kára) <  ♥ (srdce)  <  ♠ (piky)  < BT (bez trumfů)
K vypracování nejlepší strategie, jak dospět do optimálního závazku, byly vypracovány mnohé dražební systémy. Dražební systém je soustava pravidel, která přiřazuje jednotlivým nabídkám informaci o charakteristikách popisovaného listu. Takovými charakteristikami je síla listu vyjádřená počtem a hodnotami vysokých karet a délkou (počtem karet) v jednotlivých barvách. Je důležité říct, že dražba je oboustranná, možnost učinit nabídku mají střídavě obě linky. Hráč, který nemá zájem se do dražby zapojit, pasuje (no bid). Kromě nabídek a pasu mohou hráči použít hlášky kontra a rekontra. V prvotním významu hláška kontra znamená "oznamuji, že soupeřem dražený závazek nebude splněn". Rekontra znamená "oznamuji, že závazek dražený naší linkou a kontrovaný soupeřem bude splněn". Nabídka, pas, kontra a rekontra se souhrnně nazývají hlášky.
V průběhu doby bylo vytvořeno a používáno množství dražebních systémů. Populární dražební systémy byly přijaty širokou bridžovou veřejností a jejich popis je předmětem mnoha publikací a článků v bridžových časopisech. Dražební systémy se však stále vyvíjejí a jsou předmětem řady dílčích změn a úprav. Každá dvojice, která se účastní bridžových soutěží a turnajů, vytváří svůj vlastní repertoár dohod, jejichž použití však musí na vyžádání sdělit soupeřům. K zajištění jednotného průběhu dražby se používají technické prostředky, jakými jsou dražební karty (bidding boxes), nebo konvenční karty (convention cards), které slouží soupeřům pro rychlou orientaci, jaké specifické dohody dvojice přijala.

## Klasifikace dražebních systémů
Používané dražební systémy můžeme rámcově rozdělit na přirozené (natural) a umělé (artificial). V přirozeném dražebním systému se všechny použité nabídky (nebo alespoň většina, a téměř vždy v počáteční fázi dražby) vztahují k navrhovanému druhu závazku. Komplexnější dražební systémy používají někdy velký počet konvenčních hlášek, které mají zvláštní, předem dohodnutý význam, který se k zamýšlenému druhu závazku přímo nevztahuje. Konvenční hlášky se používají hlavně proto, aby se šetřil dražební prostor a cestou k optimálnímu závazku se  informací vyměnilo co nejvíc. Také hlášky kontra a rekontra se zejména na nízkém dražebním stupni používají konvenčně. Hráč může použít hlášku kontra ve významu "mám zájem, aby se naše linka zapojila do dražby, ale nemám vlastní představu, o jaký druh závazku budeme usilovat". Takové kontra se nazývá pobídkové. Dohoda je taková,  že partner kontrujícího hráče, pokud soupeř po jeho pravici pasuje, nesmí pasovat - musí učinit nějakou nabídku.

## Přirozené dražební systémy
V prvním přiblížení můžeme dražební systémy charakterizovat podle struktury a významu prvních (zahajovacích) nabídek (zahájení). V přirozeném dražebním systému se významy zahájení vztahují k síle listu a počtu karet v nabízené barvě. K ocenění síly listu se běžně používá ocenění pomocí honérových bodů, tj. bodové hodnoty vysokých karet (A = 4 body, K = 3 body, Q = 2 body, J = 1 bod). Zahájení pak mají tento obvyklý význam:
- zahájení 1 srdce nebo 1 pik slibuje nejčastěji 5 karet v dražené barvě a sílu v rozmezí 12 až 20 honérových bodů,
- zahájení 1 tref nebo 1 káro slibuje obvykle 3 až 4 karty a sílu v rozmezí 12 až 20 honérových bodů, pokud se list nekvalifikuje pro zahájení 1 bez trumfů,
- zahájení 1 bez trumfů slibuje nejčastěji 15 až 17 honérových bodů (silný BT) nebo 12 až 14 honérových bodů (slabý BT) a vyváženou rozlohu (list nemá žádnou dlouhou barvu a v každé ze čtyř barev jsou alespoň dvě karty).
Význam zahájení na druhém stupni je specifický pro konkrétní dražební systém. Častou možností je použití zahájení 2 srdce a 2 piky k ukázání listu se šestilistou barvou a silou právě pod hranicí síly na zahájení na prvním stupni, běžně 7 až 10 honérových bodů. Zahájení na třetím a čtvrtém stupni, obvykle nazývané preventivní, se používají pro oznámení slabého listu s dlouhou barvou. Význam takového zahájení je strategický. Zahajitel spoléhá na to, že v barvě trumfů získá délkové zdvihy, a pokud závazek nesplní, jeho ztráta bude menší než hodnota prémiové hry, kterou by jinak mohli vydražit a splnit soupeři.

## Umělé dražební systémy
Nejčastěji používané umělé systémy jsou systémy se silným trefem. Zahájení 1 tref označuje všechny listy se silou 16+ honérových bodů, zatímco ostatní zahájení na prvním stupni jsou úzce limitovaná, nejčastěji se silou 11 až 15 honérových bodů.  K zahájení listu s trefovou délkou se pak použije přirozená nabídka 2 trefy. Idea jediného silného zahájení 1 tref je snaha o maximální využití dražebního prostoru k detailnímu prozkoumání optimálního závazku. Systémy se silným kárem jsou založeny na stejném principu, avšak nejsilnějším zahájením je 1 káro. Systémy s přípravným trefem jsou do velké míry přirozené, ale od přirozených systémů se liší víceznačným zahájením 1 tref, do kterého spadá většina nebo všechny pravidelné listy (slabý BT).
Zvláštní odnoží umělých dražebních systémů jsou systémy se silným pasem. Vycházejí ze skutečnosti, že nejfrekventovanější jsou listy se silou 8 až 12 honérových bodů, které představují asi 45% všech možných rozloh. Silnější listy se na prvním nebo druhém místě zahajují pasem, zatímco nejslabší listy se silou 0 až 7 honérových bodů se zahajují konvenčním 1 kárem. Motivací takových dražebních systémů je kompletní narušení dražebního prostoru soupeřů. Systémy se silným pasem byly populární v Polsku v šedesátých a sedmdesátých letech, ale v současné době se prakticky nepoužívají zejména proto, že jsou pro svoji neobvyklost ve většině soutěží zakázány.
Současný vývoj dražební teorie se proto zaměřuje na dražební systémy, které jsou ve své podstatě přirozené, avšak používají velké množství speciálních sledů a vychytávek. Do stále větších podrobností jsou rozpracovány sekvence soutěžní dražby, popisující situace, kdy do dražby linky zahajitele vstupuje linka soupeře. Mnoho zajímavého na téma dražební teorie na hráčské střední i expertní úrovni lze nalézt na webu Bridge Winners.